# Karczowanie

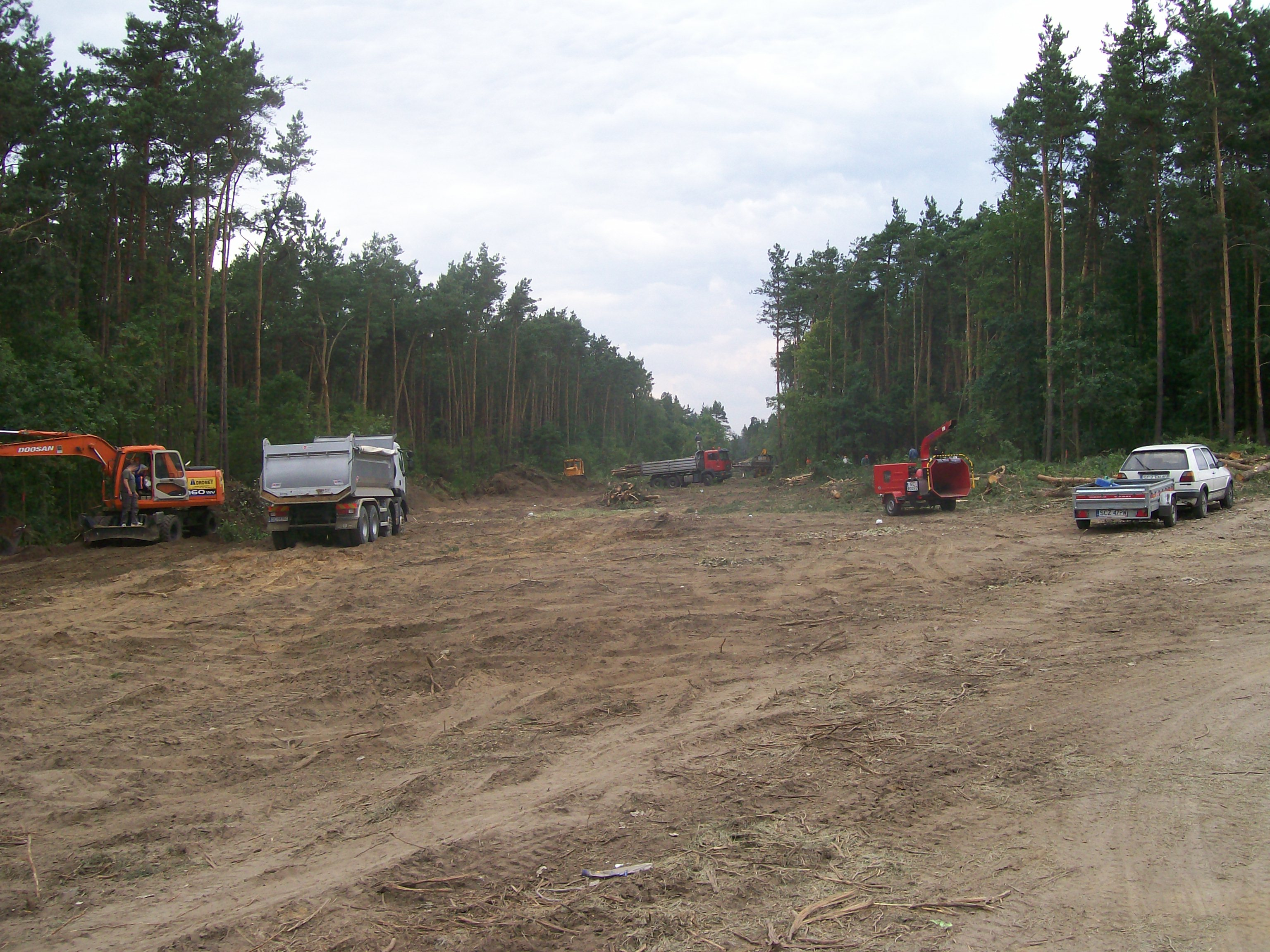
Karczowanie

Karczowanie – ręczne lub mechaniczne usuwanie z gruntu karp (karczy, tj. pniaków z korzeniami pozostałych po ścięciu drzew), służące oczyszczeniu terenu lub pozyskaniu surowca drzewnego.

## Historia
W dawnej polszczyźnie było zwane krudowaniem. Określenie to wywodzi się od niemieckiego słowa roden (pol. „karczować”).
W średniowiecznej Polsce, również w wiekach następnych, władze państwowe lub kościelne zezwalały osadnikom na wybranie miejsca, w którym… zarośla tylko, szkody żadnej nie przyniesie, tak w dobry drzewie przy krudowaniu jako i w łąkach ect. (…) ma pozwolić na tym miejscu pomienionym [urzędnik] na budowanie się i krudowanie zarośli i łąk.
Na Mazowszu, czynność tę najczęściej wykonywali Kurpie. Nie stawiano przy tym żadnych ograniczeń w wielkości działki, którą nowo przybyły w okresie zastrzeżonym w akcie nadawczym, zdołał oczyścić.
Krudowanie Puszczy Kampinoskiej, jak stwierdzili to w roku 1765 lustratorzy, doprowadziło do jej nadrujnowania.